# Уайт Сити (стадион)
«Уа́йт Си́ти» (англ. White City Stadium) — стадион в Лондоне, Великобритания. Специально был построен для проведения летних Олимпийских игр 1908 года. Один из восьми стадионов, принявших чемпионат мира по футболу 1966 года.

## История
Стадион «Уайт Сити» на протяжении многих лет был одним из крупнейших стадионов Великобритании, пока не был демонтирован в 1985 году. Строительство стадиона было начато в 1907 году и закончено в 1908 году под проведение летних Олимпийских игр. Право принимать эту Олимпиаду перешло к Великобритании от Италии после того, как Рим не смог выполнить финансовые обязательства и был лишен права проводить этот международный турнир. Сооружение в Лондоне было построено на 140 акрах земли и состоял из комплекса дворцов и выставочных зданий, большинство которых имели белый экстерьер, что и послужило названием — «Уайт Сити». Данный комплекс был частью франко-британского выставочного центра. Во время летних Олимпийских игр 1908 года на этом стадионе проходили соревнования по легкой атлетике, футболу и велоспорту, а также состязания первого современного марафона. После этих игр стадион почти не использовался вплоть до 1927 году, когда Автомобильная гоночная ассоциация Greyhound начала проводить гоночные заезды. Параллельно здесь проводились соревнования по регби, боксу и легкой атлетике. К 1980-му году стадион практически исключительно использовался для проведения собачьих забегов. В 1984 году было принято решение о сносе и последним событием, которое прошло на этом стадионе стали собачьи бега 22 сентября 1984 года.